# God (jodendom)
God in het jodendom is door de tijd heen op verschillende manieren begrepen. In het traditionele jodendom was JHWH de God van Abraham, Isaak en Jakob en de nationale god van de Israëlieten, die hen bevrijdde uit slavernij in Egypte en hen op de berg Sinaï de wet van Mozes gaf, zoals beschreven in de Hebreeuwse Bijbel. Volgens de rationalistische stroming in het jodendom, vooral belichaamd door Maimonides en later de belangrijkste invloed op het traditionele joodse denken, wordt God begrepen als het absolute, ondeelbare en onvergelijkbare wezen dat de uiteindelijke oorzaak is van alles dat bestaat. Traditioneel is God zowel persoonlijk als transcendent, maar moderne interpretaties benadrukken dat God een kracht is of een ideaal.
Er zijn verschillende namen voor de God in het jodendom. In de Hebreeuwse Bijbel zijn de meestgebruikte het Hebreeuwse tetragrammaton יהוה (JHWH) en Elohim. Andere namen van God die worden gebruikt in het traditionele jodendom zijn El Sjaddai en Sjechina.

## Aard van God in het jodendom
God wordt beschouwd als almachtig. Op God zijn volgens het jodendom aardse begrippen van welke vorm dan ook niet van toepassing. God heeft geen einde en geen begin, geen vorm en geen geslacht, en de benamingen die wij voor God gebruiken worden gezien als zinnebeeldig: er is geen enkel begrip in welke aan de mens bekende taal dan ook dat God correct omschrijft.
Het jodendom verbiedt het maken van afbeeldingen die God zouden moeten voorstellen ten strengste en beschouwt dit als ketterij. Gebed dient enkel direct aan God gericht te zijn, en niet aan een tussenpersoon. Wel is er in het jodendom veelvuldig sprake van gebed (met name in de vorm van Psalmen zeggen) bij de rustplaatsen van grote rabbijnen, waarbij echter enkel tot God gebeden wordt en niet tot de overleden rabbijn; men gelooft dat door het bidden bij de rustplaats van de grote rabbijnen God hen gunstiger zal beoordelen.

## Historische context

### In de raad van El
De Hebreeuwse Bijbel bevat diverse taalkundige en conceptuele fossielen die aantonen dat de oudste godsbeelden in het jodendom passen binnen de polytheïstische Kanaänitische mythologie van het 2e millennium v.Chr. JHWH was oorspronkelijk een ondergeschikte god in het Kanaänitische pantheon, waarvan El de hoofdgod was.
Zo laat Psalm 82 God verschijnen in de raad van El en beoordeelt Hij de andere goden als slechte heersers. Dit komt niet alleen overeen met de positie van El als het hoogste gezag van de cirkel van goden, waaronder de goden vervolgens tegen elkaar vechten om hun aanspraken op koningschap, het ideaalbeeld van heersers zoals beschreven in Psalm 82:2-4 komt ook voor in de context van de El-georiënteerde verhalen uit Ugarit over Keret en Danil. Bij het benoemen van de goden als עֶלְי֣וֹן וּבְנֵ֖י, ūḇənê ‘elyōwn, "zonen van Eljon" (Psalm 82:6) komen we Eljon tegen als een naam van El, die in deze functie ook op andere plaatsen in de Hebreeuwse Bijbel wordt gebruikt (Deuteronomium 32:8-9; Jesaja 14:10-14; Genesis 14; Daniël 7). Ook Psalm 89:6-8 plaatst JHWH tussen de andere goden in de (hemelse) raad (vergelijk 1 Koningen 22:19; Jesaja 6:1-3; Job 1-2; Genesis 1:26).
Andere (mogelijke) fossielen van de El-traditie kunnen worden aangetroffen in Psalm 73:15,17, niet alleen omdat hier ook weer de "zonen van God" worden genoemd, maar ook omdat JHWH alleen in de omlijstende verzen 1 en 28 wordt genoemd. In Psalm 77:10-11 wordt een aanroeping van El Eljon gevonden, waarin een verwijzing naar het motief van de Oertijd wordt aangetroffen en naar de diepste aard van vriendelijkheid van deze godheid. In deze Psalmen wordt God ook Adonai, "Heer" genoemd (Psalm 73:20; 77:8), een titel die volgens Papyrus Amherst 63 ook voor El werd gebruikt.
Hoewel de Hebreeuwse Bijbel in zijn definitieve vorm JHWH als de enige God presenteert, kan worden gezien dat deze laatste pas naarmate de Israëlitische religieuze geschiedenis voortschreed de positie van El innam. Op sommige plaatsen wordt vooral duidelijk dat dit proces, dat plaatsvond in de context van de vorming van joods monotheïsme, zich waarschijnlijk over een langere periode uitstrekte en veronderstelt dat de El-tradities in Israël bleven bestaan tot aan de Perzische periode (537 v.Chr. - ± 343 v.Chr.). Het is niet duidelijk of JHWH een weergod was zoals El, maar hier zijn wel aanwijzingen voor (bijvoorbeeld Psalm 68:5; Deuteronomium 32:2).
Het naast elkaar bestaan van El en JHWH was theologisch niet problematisch tenzij strikt monotheïsme de overhand had, aangezien El de positie van JHWH als God van Israël niet in twijfel trok. Pas toen de theologie van "Eén God" zich in absolute zin ontwikkelde in de periode na de Babylonische ballingschap, werd het bestaan van een duidelijk nog levende El-traditie problematisch. De relatie tussen El en JHWH kon echter vrij eenvoudig worden opgelost door de twee goden te vergelijken, vooral omdat het in het Hebreeuws אֵל, ’el ook kan worden begrepen als "god" of meer specifiek "(de) God". De echo's van El, vooral in de verhalen over de aartsvaders, kunnen goed worden begrepen in de context van een theologische ontwikkeling waarin JHWH nu volledig de positie van El inneemt en El daardoor de god van Israël wordt, met als apotheose:
[Jakob] bouwde daar een altaar, dat hij 'El is de God van Israël' noemde— Genesis 33:20
Er is twijfel over of in de Perzische periode de identificatie van JHWH met El werd beëindigd. Dit zou ook kunnen verklaren waarom El zonder een lidwoord als de naam van JHWH zeer vaak wordt gebruikt in de Dode Zee-rollen en door Jezus Sirach en de auteurs het gebruik van אֵל, ’el in algemene zin ook voor buitenlandse goden duidelijk vermijden. De joodse auteurs van de Hellenistisch-Romeinse periode waren daarom bekend met El / אֵל , ’el, "God" als een soortnaam, maar die nu duidelijk JHWH was toegewezen. Van belang is dat dit gebruik verdwijnt in de hierop volgende rabbijnse literatuur. Hierin wordt El / אֵל , ’el als de naam van JHWH in wezen alleen aangetroffen in de liturgische taal die teruggaat op de tradities van de tweede tempel. אֵל, ’el was dus een aanduiding voor God die in de rabbijnse tijd grotendeels verouderd was.

### JHWH
Ergens in de ijzertijd werd JHWH de nationale god van de koninkrijken Israël en Juda. Over de precieze oorsprong van deze god is geen consensus, maar deze stamt op zijn laatst uit de vroege ijzertijd of misschien zelfs de late bronstijd.
De naam Jhw duikt voor het eerst op in Transjordanië, vanaf 1400 v.Chr., namelijk in Egyptische teksten van Amenhotep III die verwijzen naar een volk dat daar leefde: "Jhw in het gebied van de Shasu". Stammen werden wel meer geïdentificeerd aan de hand van de godheid die zij aanhingen. In dit geval zou Jhw duiden op Jaw of Jahu, de naam waarvoor de vroegere El door een stam werd ingeruild. Veel persoonsnamen van deze stam die eerder el bevatten (Elia, Natanaël), kregen nu ja als suffix. El zou dus de evolutionaire voorloper zijn van Jahweh.
Latere teksten in Ugarit opgegraven komen volgens taalgeleerden qua stijl erg dicht bij die van de Tenach en vermelden El en Baäl ("de Heer") tezamen. Het vroeg Hebreeuws lijkt bovendien heel erg op het Ugaritisch. Michaël Kerrigan c.s. menen dat de latere profeten van het Oude Testament Baäl als een valse god en vijand verketterden om het verband tussen Baäl en El te ontkennen.
In Ugarit was El echter de vader van de vruchtbaarheidsgod Baäl en zijn strijdbare zuster Asnat. Volgens Exodus 6 werd God door de stamvaders van Israël vereerd als El Sjaddai.
El betekent hoog of verheven. Aan Mozes maakt God zich bekend als JHWH, "ik zal er (altijd) zijn voor u". De naam El blijft meestal in de meervoudsvorm Elohim, een aanduiding van God. Het woord Baäl, heer, wordt helemaal verbonden met de vruchtbaarheidscultus, zodat men later zelfs in de geschriften namen als Isbaäl en Mefibaäl veranderde in Isboseth en Mefiboseth (Boseth = schande). Aanvankelijk zal Baäl echter een neutraal woord geweest zijn.
Op kleitabletten, gevonden tijdens opgravingen in Ebla, komt de naam Ja (Jaw (JW), Jahu (JHW)) overigens al voor (zie ook Ea).
Van JHWH wordt ook wel aangenomen dat hij afkomstig was uit het zuidelijke Edom (Rechters 5:5-6; Habakuk 3:3), van de berg Sinaï (Psalm 68:9,18).

### Monotheïsme
Na de monolatristische wortels te zijn ontgroeid, werd het jodendom strikt monotheïstisch. Er is geen consensus over hoe dit monotheïsme ontstond in het oude Israël, maar "Jahwe kwam overduidelijk uit de wereld van de goden van het oude Nabije Oosten."
In de verhalen over de aartsvaders komt polytheïsme veelvuldig voor, waarbij iedere stam een eigen beschermgod of -goden had (zie Terafim) (zie bijvoorbeeld Genesis 31:19,53). Er is geen twijfel over dat deze veelheid aan goden in de traditie uiteindelijk als JHWH werden geïdentificeerd. Het vertrekpunt hierbij waren polytheïstische vormen van een familie- of stammenreligie. Naast die familiecultus bestonden er plaatsgebonden cultussen met regionale heiligdommen. Deze moeten niet worden gezien als tempels, maar de in de deuteronomistische geschiedenis sterk veroordeelde bāmôt, "hoogtes", waar offers werden gebracht (Deuteronimium 12:2-4). Soms werd er een altaar opgericht (Genesis 12:7-8; 13:4,8; 22:9; 26:25; 33:20; 35:1-7), soms was het rechtop zetten en wijden van een steen (massebe) al voldoende (Genesis 28:18; 31:45; 35:14) — een gebruik dat later ook werd afgekeurd (Deuteronomium 16:22).
In de vesting Kuntillet ‘Aǧrūd zijn inscripties aangetroffen die spreken van "JHWH van Theman" en "JHWH van Samaria". Dit wordt wel "polyjahwisme" genoemd. Het kan hierbij om meerdere manifestaties van dezelfde JHWH gaan, die hier samen met "zijn" Ašerah wordt aangeroepen, een gebruik dat pas bij de hervormingen onder Josia werd verlaten (2 Koningen 23:6).
Vanaf de vroege koningsperiode werd JHWH als nationale god vereerd. Salomo bouwde de Joodse tempel, mogelijk een renovatie van een heiligdom van de Jebusieten die Jeruzalem oorspronkelijk bewoonden. Met de plaatsing van de ark van het verbond in de tempel werd deze niet langer als idool geïnterpreteerd, maar als voetstuk voor de troon van cherubs voor JHWH, de jošev hakkәrûvîm, "cherubtroner" (1 Samuel 4:4; 2 Samuel 6:2 = 1 Kronieken 13:6; 2 Koningen 19:15 = Jesaja 37:16; Psalm 80:2; Psalm 99:1). Dit beeld stamde oorspronkelijk uit de cultustraditie van Jeruzalem en werd pas achteraf verbonden met de in Silo verankerde noordisraëlitische traditie van de ark van het verbond. Ze heeft rechtstreeks betrekking op de cherubtroon van JHWH in de tempel van Salomo, een verband zoals bijvoorbeeld blijkt uit Psalm 99:1b,2a, waar JHWH "de cherubtroner" wordt geïdentificeerd met de op Zion wonende God. Het koningschap van JHWH en zijn troon op de cherubs horen onafscheidelijk bij elkaar, zoals uit het synonieme parallellisme van Psalm 99:1 blijkt. In 2 Koningen 19:15 wordt de titel met de voorstelling van JHWH als koning en schepper verbonden. Hier en in Psalm 80:2 wordt tot de "cherubtroner" een bede om hulp en bescherming gericht.

## Titels en namen
Joden spreken יהוה nooit uit, uit respect voor de heiligheid van God. In plaats daarvan worden de vele namen en titels voor God gehanteerd, waarvan de bekendste zijn:
- Adonai – mijn Heer; wordt gehanteerd bij plechtige voorlezingen (in gebeden etc.)
- Elohim of in dagelijks gebruik Elokiem (zie ook de paragraaf Uitspraak)
- Hakadosj Baroech Hoe – De Heilige, Gezegend is Hij (in religieus-orthodoxe kringen)
- Hasjeem – letterlijk ‘de Naam’; meest gebruikte versie in dagelijks, niet-plechtig gebruik
- ATaH - A (alef) en T (tav) zijn de eerste en laatste letter van het Hebreeuwse alfabet: de schepping omvattend. Zie ook Alfa en Omega. De H he staat voor Hasjeem (de Naam) en is tegelijk de vijfde letter van het alfabet en tevens het getal 5, verwijzend naar de 5 boeken van Mozes
- El(i) – de eerstbekende naam; El is het Hebreeuwse woord voor God, Eli betekent mijn God
- Adosjem – de rabbijnen zijn echter voor afschaffing van deze versie en geven de voorkeur aan "Hasjeem"
- El Sjaddaj – de almachtige God
- Adonai Tsevaot - HEER der heerscharen (NBG) - HEER van de hemelse machten (NBV)
- Jah – verkorte vorm van Jahwe, vooral in andere eigennamen gebruikt (Jesaja, Jeremija, etc.)
- El Eljon – de allerhoogste God
- Sjalom – [God van] vrede
- Sjechina – de aanwezige God, of de Aanwezigheid
- Ehje Asjer Ehje – ‘Ik ben die ik ben’ of ‘Ik zal er zijn’ (Exodus 3:14)
- God, zonder meer – Strikt genomen is dit geen naam, maar een ‘functieaanduiding’ of titel.[21]

## Joodse filosofie
Joodse filosofen hebben verschillende theorieën over het gebruik en de betekenis van het begrip en concept 'God' geformuleerd. Wat door een filosoof als aanvaardbaar en van wezenlijk belang wordt gezien, kan door sommige gelovigen als ketters worden beschouwd. Zo werd Maimonides in zijn tijd door zijn tijdgenoten gezien als dicht bij ketterij komende, en zijn er grote verschillen tussen bijvoorbeeld de rationalistische en de kabbalistische filosofen.
Boeken die het begrip 'God' in het jodendom omschrijven zijn o.a.:
- De weg van God (Derech Hashem), rabbijn Moshe Chaim Luzzato (Ramchal)
- De verplichtingen van het hart (Chovot HaLevavot), rabbijn Bachya ben Josef ibn Paquda
- Beschermer van de gelovigen (Shomer Emunim), rabbijn Aharon Roth

Andere belangrijke joodse filosofen die de betekenis van het begrip 'God' bestudeerden en verklaarden zijn o.a. rabbijn Schneur Zalman van Liadi, de eerste rebbe van Chabad-Lubavitch, Maimonides, rabbijn Yitzchak ben Luria (de AriZal) en vele anderen.
Maimonides stelde dat het niet mogelijk is om bevestigende uitspraken over God te doen ofwel eigenschappen aan hem te toe te schrijven, maar slechts het tegendeel te ontkennen. Hij vond dus bijvoorbeeld dat men niet kan zeggen "God is groot" maar wel "God is niet klein".